# Amplicephalus backhauseni
Amplicephalus backhauseni är en insektsart som beskrevs av Berg 1895. Amplicephalus backhauseni ingår i släktet Amplicephalus och familjen dvärgstritar. Inga underarter finns listade i Catalogue of Life.